# Genealogia della morale
Genealogia della morale. Uno scritto polemico (Zur Genealogie der Moral. Eine Streitschrift) è un'opera del filosofo tedesco Friedrich Nietzsche composta e pubblicata nel 1887.

## Contenuto
È l'opera in cui Nietzsche espone la contrapposizione tra morale dei signori e morale del gregge o degli schiavi e indaga le origini stesse della morale, intendendo provocatoriamente criticarne il "valore oggettivo". Alla base di quest'opera è quindi la riflessione sull'origine del bene e del male, a cui Nietzsche afferma di essersi dedicato sin dalla giovinezza, quando "a quel tempo, ebbene, com'è logico, resi l'onore a Dio e feci di lui il padre del male".
Tre dissertazioni ("Buono e malvagio, buono e cattivo", "Colpa, cattiva coscienza e simili" e "Che significano gli ideali ascetici?") sono anticipate da una prefazione di cui è famoso l'incipit:
(Nietzsche, Prefazione, I)
L'ultimo paragrafo della prefazione si riferisce allo Zarathustra, e in qualche modo colloca la Genealogia alla luce di quello.

## Prima dissertazione. Buono e malvagio. Buono e cattivo.
Nel primo trattato Nietzsche riflette sui valori di "bene e male" e "buono e cattivo", trovando che essi hanno due origini differenti e che il valore "buono" ha in principio due significati radicalmente opposti. Il filosofo si riferisce ipoteticamente all'antica società greco-romana, prima dell'avvento dell'ebraismo e del cristianesimo, una società originaria di uomini forti e fieri che "dicono sì alla vita": il loro agire, pienamente positivo e creativo, è in se stesso la morale dei signori.
Questa capacità umana di godere della vita e di attuare il "bene" in terra è però visto, all'altro capo della scala sociale, come un male. I deboli infatti interpretano l'agire dei signori come il male per eccellenza: la morale del gregge, quindi, è una morale di reazione guidata dal ressentiment verso i nobili e potenti. L'attacco che i deboli muovono al potere dominante consiste quindi nel rovesciare la scala dei valori e nel trasformare ciò che per i signori è buono in qualcosa di moralmente cattivo e sbagliato. Per attuare questa rivoluzione dal basso è però necessario giustificare il ribaltamento in atto.
Nell'identificare i valori appartenenti ai signori, Nietzsche muove la sua teoria dalla constatazione che tutte le società umane originarie fossero rigidamente suddivise in caste, e che l'appartenenza a ciascuna di esse fosse indice di un differente modus vivendi oltre che di differenti valutazioni morali. La casta dominante era quella dei guerrieri-sacerdoti, mentre quella dominata era in generale di quanti non avevano peso politico, spirituale o militare, e che Nietzsche riconosce piuttosto genericamente negli "schiavi". La morale aristocratica è rappresentata dalla contrapposizione di "buono e cattivo", mentre quella plebea dall'antitesi "buono e malvagio". Sostanzialmente il "buono" dei nobili è il "malvagio" dei plebei: il buono nell'accezione aristocratica è un individuo puro di mente e di cuore, pervaso di salute, audace e gioioso, costumato con i suoi pari ma indifferente alla condizione dei sottoposti che si sente in diritto di dominare; per l'appunto queste caratteristiche sono viste dallo schiavo come orribili vizi. Lo schiavo, invece, essendo impotente, a differenza del signore che ha la forza di sottomettere gli altri anche con l'esercizio della brutalità, apprezza quelle qualità che gli consentono di sopravvivere, ovvero la pazienza, l'umiltà, la gentilezza, la sopportazione dei soprusi. Lo schiavo cova un odio profondo per il suo dominatore, ma non potendolo manifestare dal momento che non ha né la forza né l'energia per opporsi al suo nemico, è costretto a trattenere dentro il sé il risentimento perdendo così l'amore per la vita. (Qui Nietzsche riprende, quasi alla lettera, gli argomenti esposti da Callicle nel Gorgia di Platone).
Nonostante la morale aristocratica sia una morale affermativa che dice di sì alla vita, la morale degli schiavi alla fine trionfa su di essa prendendo il sopravvento lentamente e inesorabilmente. Responsabili del rovesciamento del codice di valutazione morale sono principalmente i sacerdoti. Nel progresso della società, secondo Nietzsche, il ruolo dei sacerdoti è destinato a differenziarsi da quello dei guerrieri, creando così conflitti sul criterio di valutazione. Il sacerdote, essendo fondamentalmente impotente come lo schiavo, nutre risentimento per i guerrieri, così crea i concetti di puro e impuro. Da questa contrapposizione iniziale sviluppa una serie di categorie in base alle quali è puro chi decide di vivere secondo il dettame dei capi spirituali; il sacerdote, capendo che l'unico modo per sconfiggere il guerriero è quello di "allearsi" - naturalmente solo per convenienza e con lo scopo di dominio assoluto - con la plebe, stabilisce che la vita terrena non è altro che una copia della vera vita, quella ultraterrena che è riservata soltanto ai buoni nella concezione degli schiavi. Nietzsche imputa principalmente agli ebrei e ai loro eredi cristiani di aver inquinato ogni visione positiva e terrena della vita con promesse ultramondane illusorie. In particolare è stata la diffusione del cristianesimo ad aver portato alle estreme conseguenze questo processo di disgregamento della morale affermativa.

## Seconda dissertazione. Colpa, cattiva coscienza e simili.
La seconda dissertazione verte sulla psicologia della coscienza. La più antica umanità ha fondato la propria giustizia sulla compensazione dell'atto trasgressivo. Questa compensazione era attuata tramite azioni violente, esemplificate nelle condanne a morte, nell'idea fondamentale che la violenza fosse  qualcosa di naturale, di spontaneo nell'uomo quanto nelle bestie selvatiche. In questo senso, la crudeltà non aveva bisogno di giustificazioni, e il danneggiato poteva esigere dal danneggiatore una pena brutale senza che la sua coscienza ne fosse inorridita. Il senso di colpa veniva letteralmente instillato con l'esempio della fine orrenda riservata a tutti i trasgressori, anche se a provocare questo sentimento di colpa non era l'origine ma solo lo scopo finale della pena: la commisurazione della pena era stabilita da quanti avevano potere. Per Nietzsche, contrariamente ai contemporanei genealogisti del diritto, il criterio di giudizio del reo non era prestabilito con una sorta di contratto tra libere persone; solo i "forti", tutti quanti avevano maggiore volontà di potenza, in virtù della loro superiorità rispetto alla massa di impotenti, erano in grado di stabilire ciò che fosse giusto e sbagliato.
La primaria utilità della pena, dunque, era spaventare il cittadino e in un certo modo ammansirlo. Venuti a mancare i presupposti fondamentali del castigo, con la trasvalutazione dei valori aristocratici in quelli plebei, l'entità della pena e il suo senso si sono ridotti progressivamente, generando così una contraddizione storica di cui la società attuale di Nietzsche subiva le conseguenze: ogni forma di cattiva coscienza si assenta nel criminale, accrescendo anzi in lui il desiderio di perpetrare i suoi crimini una volta uscito dal circolo inutile della pena detentiva.
La metamorfosi della cattiva coscienza è avvenuta gradualmente per effetto dell'edificazione di comunità umane sempre più costumate e pacifiche. Quegli uomini, non potendo più sfogare i propri istinti bestiali contro un bersaglio esterno, non poterono che sfogarli contro se stessi, interiorizzandoli in maniera acuta.
Alla coscienza della colpa, invece, ha contribuito in maniera preponderante il timore reverenziale dell'uomo antico per gli antenati e gli dei; Nietzsche, convinto che ogni forma di giustizia dell'antichità fosse basata sul basilare rapporto creditore-debitore, ravvisa l'origine di questo principio nel debito che ogni uomo della comunità sentiva di pagare ai propri antenati: volendo glorificarli per aver dato vita e possibilità al presente, l'uomo di oggi compie sacrifici in onore dell'uomo di ieri, pagando spesso tributi di sangue, fino addirittura a deificare gli avi, provando così un sempre maggior timore. La creazione tutta umana del Dio cristiano ha parimenti generato un debito di così vasta portata da non essere più sopportabile, in altre parole l'uomo del presente non può sostenere psichicamente questo enorme senso di responsabilità nei confronti di Dio, e inevitabilmente sarà spinto all'ateismo, quindi a una regressione all'innocenza della coscienza che non avverte più alcuna colpa (questo almeno è quello che auspica Nietzsche, sottolineando come questo messaggio non sia rivolto alla massa, verso cui il filosofo non nutre alcuna speranza, ma solo a una cerchia ristretta di liberi spiriti in grado di sorreggere la morte di Dio).

## Terza dissertazione. Che significano gli ideali ascetici?
Nietzsche parla dell'ascetismo, ossia l'abnegazione della vita terrena, come un atto di sublimazione, ossia di trasformazione di stato o meglio spiritualizzazione di bassi istinti.
Quindi anziché considerare l'ideale asceta come un'elevazione pura alla carnalità, esso viene invece visto come ingegnoso camuffamento della volontà di potenza. Per il filosofo, l'asceta è fortemente attaccato al proprio ego che manifestamente tanto aborre, e nel suo apparente disinteresse per la vita vige invece un profondo attaccamento alla stessa. L'innalzarsi sulle mediocrità conflittuali delle persone, è invece solo un altro modo per imporsi terrenamente su di esse, ed il desiderio di morte è impregnato di un orgoglio profondo.
Evidente quindi come Nietzsche punti a smontare qualsiasi valore puro e spirituale descrivendo come ancora una volta l'uomo non è divisibile dalla natura, dalla materia, e che anzi la negazione di quest'ultima è un'esaltazione ancora maggiore della volontà di potenza, puramente terrena.